# Canyoning

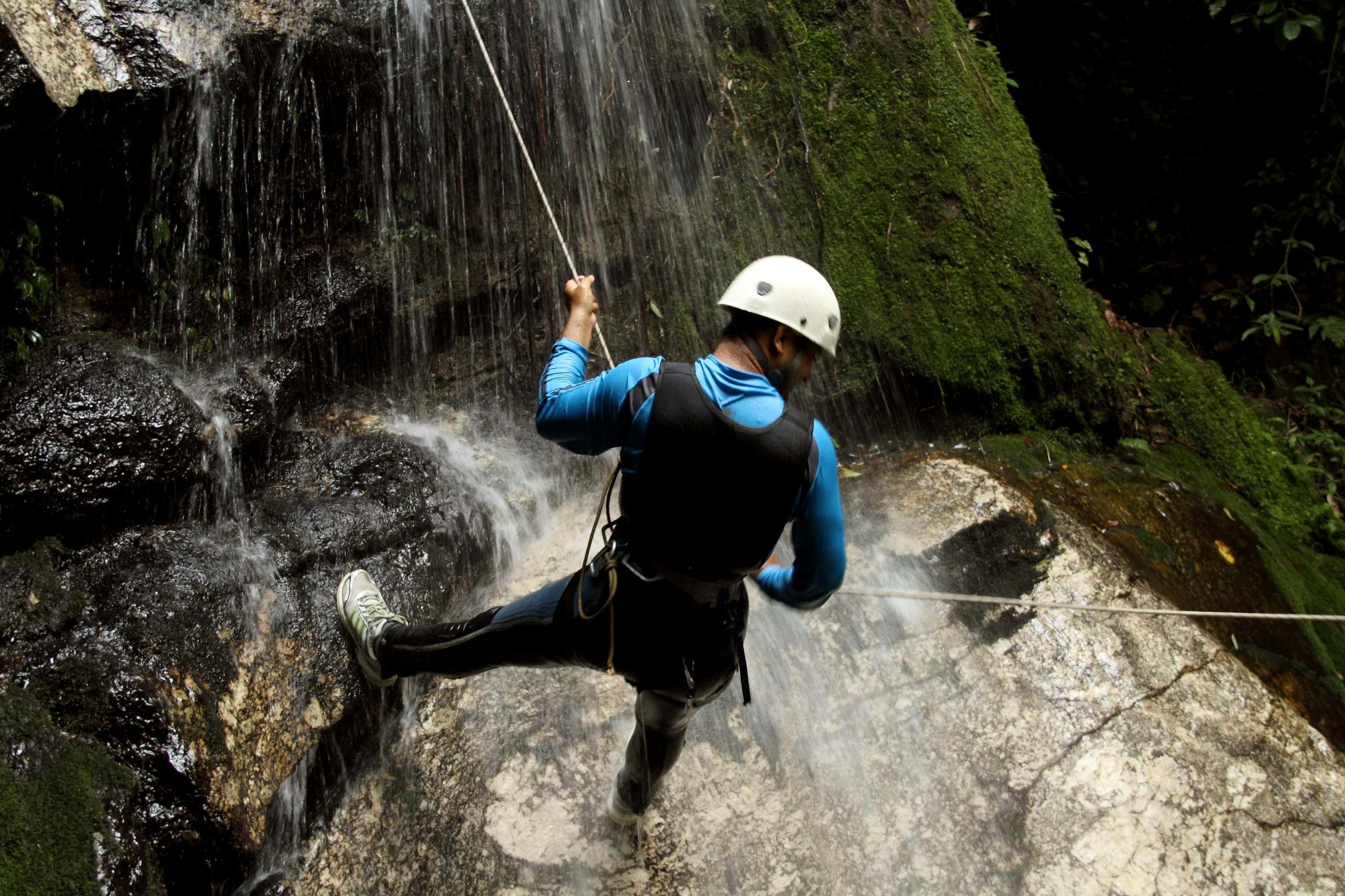
Canyoning în Kathmandu, Nepal

Canyoning este un termen englez care denumește un sport extrem în natură, devenit tot mai popular, prin care, combinând tehnicile alpinismului și explorării speologice, se parcurge în mod descendent un canion pe firul apei acestuia.
Date fiind condițiile dure și periculoase în care se desfășoară această activitate, este necesar un echipament adecvat, ce include corzi statice, hamuri, carabiniere, coborâtoare, costume de neopren.
Primele menționări ale acestui sport extrem au fost realizate în Franța în 1979.
În România, primele acțiuni în domeniul canyioning-ului au apărut prin anii 1992-1993, după care în 1994 se formează Comisia de Coborâri Canioane în cadrul Federației Române de Speologie, devenită ulterior departament, iar din anul 2007 Asociația Română de Canyoning.
Parcurgerea unui canion implică deseori rapeluri prin cascade, sărituri în bazine adânci sau parcurgerea înot a marmitelor.
Canioanele ideale pentru canyoning se prezintă sub forma unor văi adânci și strâmte tăiate în masive roci calcaroase  de puterea erozivă a apei.
În România, canioanele cele mai utilizate sunt: Oselu, Galbena, Bobot, Țăsna, Râmnuța, Drăstanic, Vânturătoarea.